# Петров, Анатолий Васильевич
Анато́лий Васи́льевич Петро́в (19 августа 1929 — 1 июля 2014, Санкт-Петербург) — советский легкоатлет, специалист по прыжкам с шестом. Выступал за сборную СССР по лёгкой атлетике в 1950-х годах, призёр первенств республиканского и всесоюзного значения, участник летних Олимпийских игр в Мельбурне. Мастер спорта СССР. Тренер и председатель ЛГС ДСО «Спартак».

## Биография
Анатолий Петров родился 19 августа 1929 года.
Занимался лёгкой атлетикой в Ленинграде, состоял в ленинградском городском совете добровольного спортивного общества «Спартак».
Впервые заявил о себе на всесоюзном уровне в сезоне 1956 года, когда в прыжках с шестом выиграл серебряную медаль на чемпионате страны в рамках впервые проводившейся Спартакиады народов СССР в Москве — с результатом 4,30 уступил здесь только Виталию Чернобаю. Благодаря этому успешному выступлению удостоился права защищать честь страны на летних Олимпийских играх в Мельбурне — в финале прыжков с шестом взял высоту в 4,15 метра, расположившись в итоговом протоколе соревнований на 11-й строке.
В 1957 году стал бронзовым призёром на чемпионате СССР в Москве (4,20).
В 1958 году взял бронзу на чемпионате СССР в Таллине (4,40). В том же сезоне установил свой личный рекорд в прыжках с шестом — 4,45 метра.
Окончив Государственный институт физической культуры имени П. Ф. Лесгафта, работал тренером по лёгкой атлетике в ЛГС ДСО «Спартак», в течение 15 лет возглавлял горсовет общества. Отмечается, что при нём больших успехов добились мужская и женская баскетбольные команды, а также команда по волейболу.
Умер в результате тяжёлой и продолжительной болезни 1 июля 2014 года в Санкт-Петербурге в возрасте 84 лет. Гражданская панихида прошла в Санкт-Петербургском крематории.